# Gino Bartali
Gino Bartali (Ponte a Ema, 1914. július 18. – 2000. május 5.) olasz kerékpáros, az 1938-as és az 1948-as Tour de France győztese. Pályafutása során három alkalommal nyerte meg a Giro d’Italiát, 1936-ban, 1937-ben és 1946-ban.

## Élete
A Firenze melletti Ponte a Emában született 1914. július 18-án. A tanulást fiatalon abbahagyta, kerékpárszerelő lett, közben több amatőr versenyen is elindult. 1935-ben lett profi versenyző, és még abban az évben megnyerte a Giro d’Italia hegyi trikóját.

## Pályafutása
Pályafutása első profi évében megnyerte a zöld trikót a Giro d’Italián, az 1935-ös hegyi győzelme után még további hat alkalommal lett a hegyek királya, 1936, 1937, 1939, 1940, 1946, és 1947-ben. Három alkalommal nyerte meg az összetett versenyt, 1936-ban, 1937-ben és 1946-ban. A Tour de France-on 1938-as, és 1948-as győzelmeikor megnyerte a pöttyös trikót is.

## Jámbor Bartali
Mivel hithű keresztény volt, gyakran nevezték Il Piónak, azaz Jámbornak. Volt, hogy lekéste a rajtot, mert előtte misén vett részt. Az egyik legnagyobb rajongója maga az egyházfő XII. Pius volt. Ő bízta meg Bartalit, hogy Assisiből Firenzébe csempéssze a zsidó menekültek iratait. Gino vállalta a korántsem veszélytelen feladatot. Assisiben felvette az iratokat, és azokat kerékpárja nyergének csövébe rejtve szállította el Firenzébe. Volt alibije, mivel ismert sportoló volt. Több ellenőrzőponton is átjutott, sikerült leadnia az életmentő dokumentumokat.

## Acélember
Életéről 2006-ban kétrészes TV-film készült „Gino Bartali – az acélember” címmel  (Gino Bartali - L' intramontabile) (2*104 perc)

## Világ Igaza
2013-ban megkapta a Világ Igaza kitüntetést a második világháború idején titokban végzett életmentő tevékenységéért.